# Бачинський Дмитро Григорович
Дмитро Григорович Бачинський (9 листопада 1920, Смотрич — 30 листопада 2007, Львів) — радянський офіцер, Герой Радянського Союзу, в роки німецько-радянської війни командир батареї 116-ї важкої гаубичної артилерійської бригади 3-ї артилерійської дивізії 7-го артилерійського корпусу прориву 5-ї гвардійської армії 1-го Українського фронту, капітан.

## Біографія
Народився 9 листопада 1920 року в селі Смотрич (нині селище міського типу Дунаєвецького району Хмельницької області України), в селянській родині. Українець. Закінчив середню школу. Працював учителем.
У Червоній Армії з 1939 року. У 1941 році закінчив Київське артилерійське училище. Учасник німецько-радянської війни з червня 1941 року. Член ВКП(б)/КПРС з 1943 року.
У бою на плацдармі в районі населеного пункту Лінден (Липки), розташованого за сім кілометрів на північний захід від польського міста Бжег, коли гітлерівці обійшли його спостережний пункт, викликав вогонь на себе і відбив ворожі атаки.
Указом Президії Верховної Ради СРСР від 10 квітня 1945 року «за зразкове виконання бойових завдань командування на фронті боротьби з німецько-фашистськими загарбниками і проявлені при цьому мужність і героїзм» капітану Бачинському Дмитру Григоровичу присвоєно звання Героя Радянського Союзу з врученням ордена Леніна і медалі «Золота Зірка» (№ 8894).
Після війни Бачинський продовжував службу в армії. У 1960 році він закінчив Військову академію імені М. В. Фрунзе. З 1971 року полковник Бачинський у запасі.
Жив у Львові, до відходу на заслужений відпочинок працював у політехнічному інституті. Обирався народним депутатом СРСР (26 березня 1989 — 26 грудня 1991 року). Вів громадську роботу на посаді голови Львівської обласної організації ветеранів України. Помер 30 листопада 2007 року після тривалої і важкої хвороби.

## Нагороди
Нагороджений орденом Леніна, орденами Вітчизняної війни 1-ї та 2-го ступеня, двома орденами Червоної Зірки, медалями. Указом Президента України від 3 травня 2006 року № 337/2006 «за особисту мужність і відвагу, непорушність духу у боротьбі з фашистськими загарбниками у період Великої Вітчизняної війни 1941–1945 років, активну діяльність у ветеранських організаціях», — нагороджений орденом «За заслуги» 3-го ступеня.